# Stoewer V 5
Stoewer V 5 – samochód produkowany w szczecińskiej wytwórni Stettiner Eisenwerk został on opracowany w 1930. Produkcję rozpoczęto w 1931, a zakończono w 1932. Łącznie wyprodukowano 2100 sztuk tych pojazdów. Był to pierwszy niemiecki samochód z napędem na przednie koła jeszcze przed DKW FA/DKW F1.

## Opis
Pojazd miał czterocylindrowy silnik V (zawór boczny V4) o pojemności skokowej 1.2 litra, zainstalowany jako silnik przedni o mocy 25 KM i był napędzany 3-biegową skrzynią biegów na przód. Wersja standardowa była też produkowana jako model sportowy (V 5 Sport) z silnikiem o zwiększonej mocy do 30 KM.
Podstawowe dane techniczne:
- Silnik: czterocylindrowy o pojemności skokowej 1168 cm³ i mocy 25 KM
- Zawieszenie: koła przednie zawieszone na wahaczach poprzecznych i sprzężone z resorem piórowym poprzecznym
- Długość: 3,5 m, szerokość: 1,54 m, wysokość: 1,6 m
- Waga 830 kg
- Prędkość maksymalna: 80 km/h
- Zużycie paliwa: 9 l/100 km

Ponieważ silnik V4 w nim się nie sprawdził, to model ten został zastąpiony już w 1932 roku przez auto Stoewer R 140 z 1,4-litrowymi czterocylindrowymi silnikami rzędowymi z silnikiem V4.

## Dane techniczne
| Typ                 | V 5              | V 5 Sport        |
| Okres produkcji     | 1931–1932        | 1931–1932        |
| Konstrukcje         | L2, Cb2          | Cb2, R2          |
| Silnik              | ZI 1,2 l, 4 cyl. | ZI 1,2 l, 4 cyl. |
| Pojemność (cm³)     | 1168             | 1188             |
| Moc (KM)            | 25               | 30               |
| Moc (kW)            | 18,4             | 22               |
| Spalanie            | 9 l / 100 km     | 9 l / 100 km     |
| Prędkość maksymalna | 80 km/h          | 100 km/h         |
| Masa                | 830 kg           |                  |
| Długość             | 3500 mm          | 3700 mm          |
| Szerokość           | 1540 mm          | 1765 mm          |
| Wysokość            | 1600 mm          | 1400 mm          |
| Rozstaw osi         | 2500 mm          | 2500 mm          |
| Promień zawracania  | 12 m             | 12 m             |

- L2 = 2-dzwiowy Sedan
- Cb2 = 2-dzwiowy Kabriolet
- R2 = 2-dzwiowy Roadster